# Пуллинг, Эбби
Эбби Пуллинг (англ. Abbi Pulling; род. 21 марта 2003 года в Госбертоне, Великобритания) — британская автогонщица, выступающая за команду Rodin Motorsport в чемпионате GB3 в 2025 году. Участница программы Alpine Academy и чемпионка F1 Academy 2024 года.

## Карьера

### Картинг
Пуллинг начала заниматься картингом в 2013 году в возрасте 9 лет. В основном она развивала свою карьеру в картинге в Великобритании, дважды выиграв национальный чемпионат Super 1 National Junior TKM в 2017 и 2018 годах.

### Ginetta Juniors and GT5
Пуллинг начала свою гоночную карьеру в начале 2018 года года, приняв участие в первых трех этапах чемпионата Ginetta Junior Championship за команду Total Control Racing с небольшим успехом. В 2019 году она продолжила участвовать в гонках на одинаковых машинах, перейдя на Ginetta GT5 Challenge. В течение сезона она финишировала в середине пелотона, но закончила сезон, дважды заняв 6-е место подряд в Донингтон-парке.

### Британская Формула-4
В 2020 году Пуллинг дебютировала в формульных гонках, участвуя в Британской Формуле-4 за команду JHR Developments. Она закончила сезон 6-й в турнирной таблице, завоевав четыре подиума. Она повторно подписала контракт с командой перед началом сезона 2021 года, стремясь бороться за титул, но не оправдала ожиданий, прежде чем в сентябре ей пришлось уйти из-за нехватки бюджета.

### Еврокубок Формулы-Рено
В конце 2020 года Пуллинг выступила в Еврокубке Формулы-Рено на этапе в Имоле, выступая за команду Фернандо Алонсо. Она финишировала в обеих гонках на последнем месте, изо всех сил пытаясь найти темп.

### W Series
После участия в предсезонных тестах на трассе Англси в Уэльсе Пуллинг была объявлена 11 июня 2021 года одним из пяти резервных пилотов второго сезона женского чемпионата W Series. Она дебютировала на третьем этапе чемпионата в Сильверстоуне, где встретилась со своей наставницей Элис Пауэлл. Она квалифицировалась на поул-позиции в первой гонке на последнем этапе в Остине и заняла свой первый подиум, заняв 2-е место на следующий день, тем самым обеспечив себе 7-е место в турнирной таблице и автоматическую квалификацию на сезон 2022 года.

### Академия F1

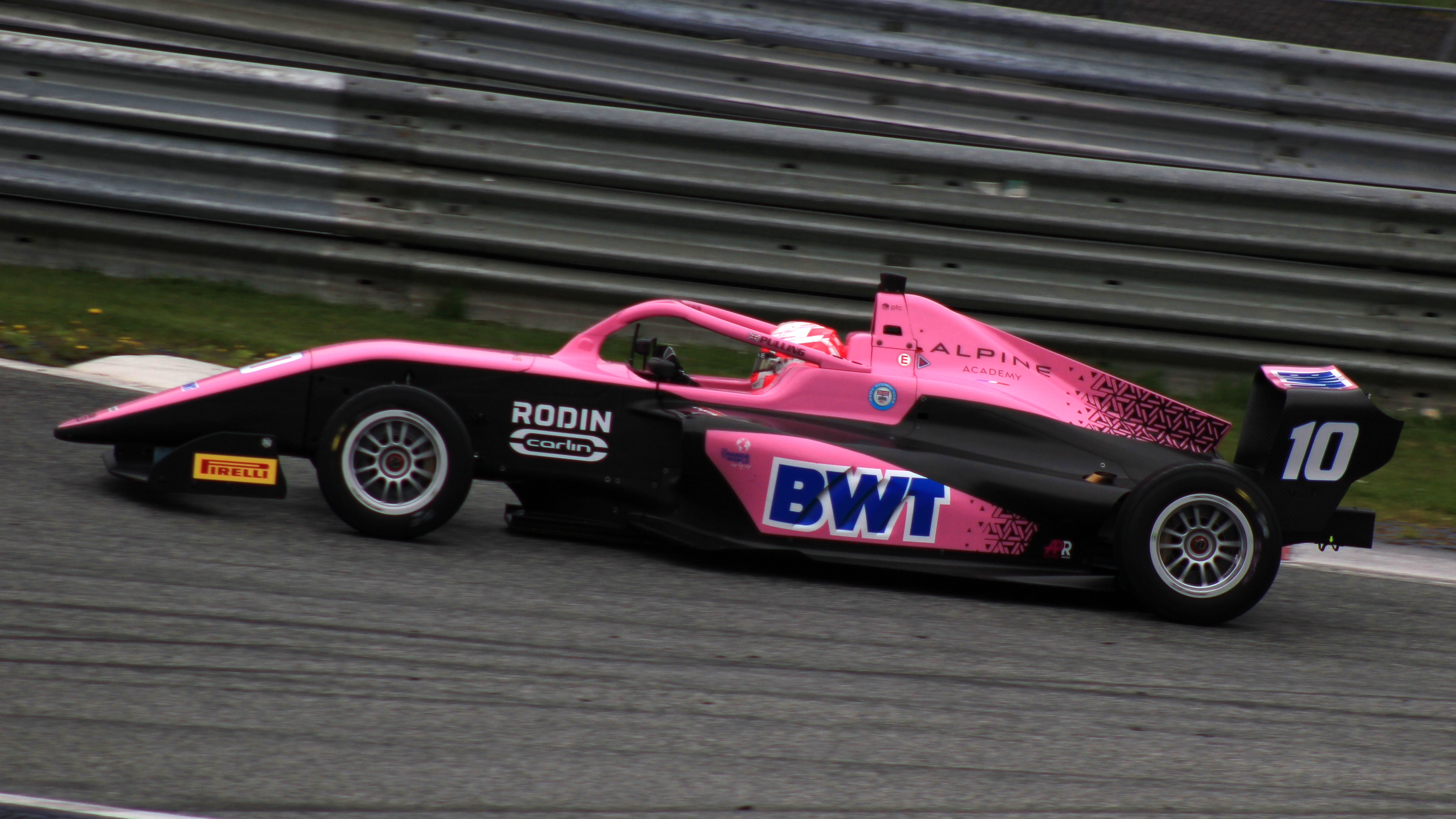
Пуллинг во время гонки F1 Academy на Ред Булл Ринг в 2023 году.

В марте 2022 года команда Alpine подписала с Пуллинг контракт в качестве участника Alpine Academy. Перед Гран-при Саудовской Аравии 2022 года Пуллинг и Асиль Аль-Хамад стали первыми женщинами, управлявшими автомобилем Формулы-1 в Саудовской Аравии. 14 февраля 2023 года было объявлено, что Пуллинг стала полноправным членом Alpine Aкадемии и участвовала в женской серии F1 Academy в сезоне 2023 года в составе команды Rodin Carlin.

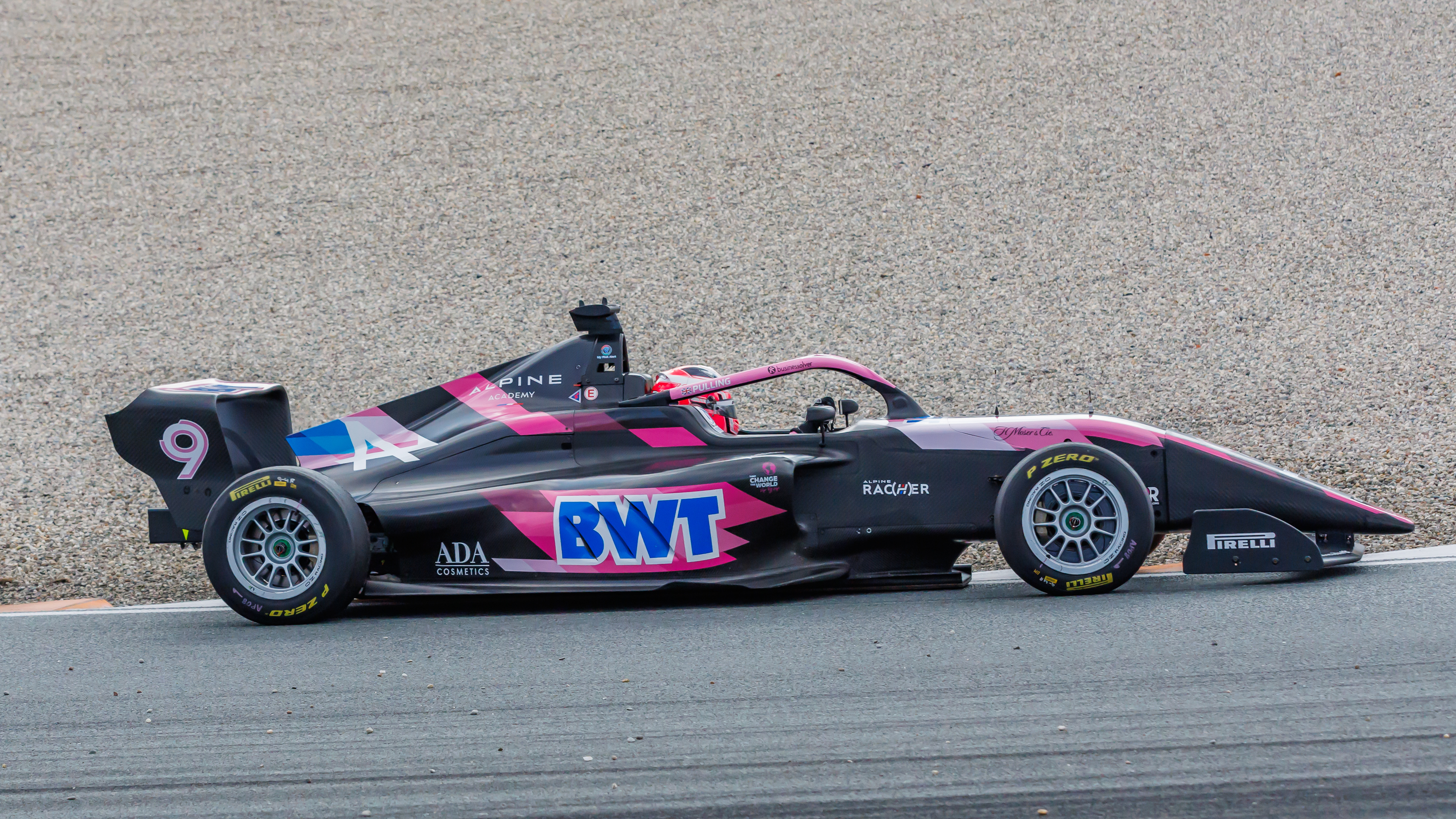
Пуллинг во время гонки F1 Academy в Зандворте в 2024 году.

В сезоне F1 Academy 2024 года Пуллинг вновь участвовала в команде Rodin Carlin, теперь переименованной в Rodin Motorsport. В первом раунде в Джидде Пуллинг завоевала свои первые подиумы сезона, финишировав второй в 1-й и 2-й гонках. Позже она стала победительницой во второй гонке после того, как победившая в гонке Дориан Пен была оштрафована за то, что дважды пересекла финишную черту на гоночной скорости. Это была дебютная победа Пуллинг в серии. Во втором раунде в Майами Пуллинг квалифицировалась на поул-позиции в обеих гонках и лидировала на каждом круге, одержав победу в обеих гонках. В третьем раунде в Барселоне Пуллинг достигла своего второго гранд-челема в гонке 1, заработав свою четвёртую подряд победу в гонках Академии Формулы-1. Несмотря на то, что она также квалифицировалась на поул-позиции во второй гонке, её победная серия была прервана после того, как на старте её обогнала Хлоя Чемберс, завершившая гонку второй. В 4-м раунде в Зандворте Пуллинг завоевала свой третий Гранд-челем в гонке 1 и продолжила свой путь к подиуму, заняв третье место в гонке 2. В 5-м раунде в Сингапуре Пуллинг укрепила своё лидерство в чемпионате, выиграв гонки 1 и 2, а также завоевав свой четвёртый Гранд-челем в гонке 2. В 5-м раунде в Катаре она закончила гонку 1 второй и изначально выиграла чемпионат после отмены гонки 2. Однако была добавлена третья гонка в финале сезона в Абу-Даби, что позволило занявшей второе место Пен снова вступить в борьбу за чемпионство; количество доступных очков увеличилось до 84 с разрывом в 83 очка между ними. В квалификации Пуллинг завоевала все три поула в финале сезона и набрала 6 очков, обеспечив себе чемпионство среди пилотов. Она завершила сезон победой в гонках 1 и 2 и финишировала второй в гонке 3, став первым гонщиком Академии Формулы-1, занявшим призовое место в сезоне, а также установив рекорд из девяти побед за сезон.

### GB3 Championship
За победу в сезоне F1 Academy 2024 года Пуллинг получил полностью финансируемое место в чемпионате GB3, британской серии автогонок на одноместных автомобилях, в составе команды Rodin Motorsport на сезон 2025 года.

## Статистика выступлений

### Сводная таблица
| Сезон | Серия                            | Команда              | Старты | Победы | Поулы | БК | Подиумы | Очки  | Место |
| ----- | -------------------------------- | -------------------- | ------ | ------ | ----- | -- | ------- | ----- | ----- |
| 2018  | Чемпионат Джинетта среди юниоров | Total Control Racing | 7      | 0      | 0     | 0  | 0       | 62    | 21    |
| 2019  | Вызов Джинетта GT5               | Race Car Consultants | 17     | 0      | 0     | 0  | 0       | 0     | НКЛ   |
| 2020  | Британская Формула-4             | JHR Developments     | 26     | 0      | 0     | 0  | 4       | 191.5 | 6     |
| 2020  | Еврокубок Формулы-Рено           | FA Racing            | 2      | 0      | 0     | 0  | 0       | 0     | НКЛ   |
| 2021  | Британская Формула-4             | JHR Developments     | 18     | 0      | 0     | 0  | 3       | 97    | 14    |
| 2021  | Серия W                          | Puma W Series        | 4      | 0      | 1     | 0  | 1       | 40    | 7     |
| 2022  | Серия W                          | Racing X             | 7      | 0      | 0     | 2  | 2       | 73    | 4     |
| 2023  | Академия F1                      | Rodin Carlin         | 21     | 0      | 2     | 4  | 7       | 177   | 5     |
| 2024  | Академия F1                      | Rodin Motorsport     | 14     | 9      | 10    | 6  | 14      | 338   | 1     |
| 2024  | Британская Формула-4             | Rodin Motorsport     | 23     | 1      | 0     | 1  | 3       | 130   | 7     |
| Сезон | Серия                            | Команда              | Старты | Победы | Поулы | БК | Подиумы | Очки  | Место |

 ·  Сезон продолжается.
| Легенда к таблице |                                                                    |
| --- | ------------------------------------------------------------------ |
| В таблице перечислены результаты всех гонок, в которых принимал участие гонщик. Строками таблицы являются сезоны, столбцами — этапы соревнований. В каждой клетке указаны сокращённое название этапа и результат, дополнительно обозначенный цветом. Расшифровка обозначений и цветов представлена в нижеследующей таблице. |                                                                    |
| \| Пример \| Описание \| \| ------------ \| ------------------------------------------------------------------ \| \| 1 \| Победитель \| \| 2 \| Второе место \| \| 3 \| Третье место \| \| 5 \| Финишировал, заработав очки \| \| Сход \| Не финишировал, но при этом заработал очки \| \| 12 \| Финишировал, не получив очков \| \| НКЛ \| Финишировал, но не попал в финальную классификацию \| \| 15 \| Участвовал вне зачёта, либо по отдельной классификации \| \| 18 \| Не финишировал, но попал в финальную классификацию \| \| Сход \| Не финишировал \| \| НКВ \| Не прошёл квалификацию \| \| НПКВ \| Не прошёл предквалификацию \| \| ДСК \| Дисквалифицирован \| \| ИСК \| Исключён из протокола соревнований \| \| ТТ \| Заявлен для участия только в тренировках \| \| НС \| Участвовал в квалификации, но не стартовал в гонке \| \| Т \| Травмирован или болен \| \| ОТК \| Отказ от участия \| \| НТР \| Прибыл на соревнования, но на трассу не выезжал \| \| НПР \| Был заявлен в числе участников, но не прибыл к началу соревнований \| \| О \| Соревнования отменены \| \| \| Не участвовал \| \| Поул-позиция \| \| \| Быстрый круг \| \| |                                                                    |
| Пример | Описание                                                           |
| 1 | Победитель                                                         |
| 2 | Второе место                                                       |
| 3 | Третье место                                                       |
| 5 | Финишировал, заработав очки                                        |
| Сход | Не финишировал, но при этом заработал очки                         |
| 12 | Финишировал, не получив очков                                      |
| НКЛ | Финишировал, но не попал в финальную классификацию                 |
| 15 | Участвовал вне зачёта, либо по отдельной классификации             |
| 18 | Не финишировал, но попал в финальную классификацию                 |
| Сход | Не финишировал                                                     |
| НКВ | Не прошёл квалификацию                                             |
| НПКВ | Не прошёл предквалификацию                                         |
| ДСК | Дисквалифицирован                                                  |
| ИСК | Исключён из протокола соревнований                                 |
| ТТ | Заявлен для участия только в тренировках                           |
| НС | Участвовал в квалификации, но не стартовал в гонке                 |
| Т | Травмирован или болен                                              |
| ОТК | Отказ от участия                                                   |
| НТР | Прибыл на соревнования, но на трассу не выезжал                    |
| НПР | Был заявлен в числе участников, но не прибыл к началу соревнований |
| О | Соревнования отменены                                              |
| | Не участвовал                                                      |
| Поул-позиция |                                                                    |
| Быстрый круг |                                                                    |

### Комментарии
1. ↑  Участвовала в соревнованиях по приглашению, поэтому ей не начислялись очки чемпионата.